# Atlético Reynosa
El Atlético Reynosa fue un club de fútbol profesional mexicano, situado en la ciudad de Reynosa, Tamaulipas, México. Fue fundado en enero de 2012 cómo Reynosa, FC, y renombrado en octubre de 2017, y participó en la Serie A de la Segunda División de México, la Liga Premier,  hasta su desaparición en junio del 2020.

## Historia
El equipo nace en enero de 2012 bajo el nombre de Reynosa Fútbol Club. Al principio, el equipo estuvo planeado en jugar en la Liga de Ascenso de México, sin embargo fue finalmente posicionado en la tercera categoría de la Liga Premier de Ascenso, ya que no se encontró lugar en la segunda categoría. El primer partidos del club fue un partido amistoso el 14 de agosto de 2012, contra los Dorados de Sinaloa. Sus primeras temporadas se jugaron en el Estadio Adolfo López Mateos, y después el club empezó a construir un nuevo estadio.
El 27 de septiembre de 2013, el nuevo estadio fue inaugurado, y estuvo localizado en la Unidad Deportiva Solidaridad. 
En octubre de 2017, el club cambió de dueños y paso a llamarse Atlético Reynosa. El 1 de junio del 2020, se emitió un comunicado de prensa donde se afirma que el equipo ''tendrá una pausa indefinida'', esto a causa de que no se reunieron los suficientes patrocinadores para poder seguir en la Liga Premier MX.
El club desapareció oficialmente en julio del 2021, luego de un año de ausencia, debido a falta de apoyo del gobierno municipal. En 2022, la franquicia del club fue comprada por un grupo de empresarios para crear el Club Deportivo y Social Tampico Madero.
Entre 2012 y 2015, el club tuvo un equipo afiliado en la Liga de Nuevos Talentos llamado los Topos de Reynosa. Finalmente, fue vendido para después convertirse en los Tigrillos de Chetumal.

## Estadio
El Estadio Reynosa es un estadio de fútbol ubicado en el complejo multi usos de la Unidad Deportiva Solidaridad. Cuenta con un aforo de 20,000 personas y está ubicado en la ciudad de Reynosa en Tamaulipas.
El estadio se planeó construir desde 2010 para que la ciudad pudiera tener un equipo de Liga de Ascenso así que el alcalde de la ciudad Everardo Villarreal Salinas en conjunto con el gobernador del estado de Tamaulipas, Egidio Torre y algunas empresas de iniciativa privada, se dieron a la tarea de construir el estadio dentro de la denominada Unidad Deportiva Solidaridad. El 27 de septiembre de 2014 se dio la semi inauguración del complejo.

## Entrenadores
- Franco Zúñiga Gómez (2012-2013)
- Mario Pérez Guadarrama (2013-2014)
- Cristóbal Cabilla Delgadillo (2014-2015)
- Rubén Alejandro Tanucci (2015-2016)
- Carlos Reinoso Jr. (2016-2017)
- Ramón Villa Zevallos (2017)
- Esteban Mejía Flores (2017-2018)
- Alejandro Pérez (2018-2019)
- Gastón Obledo (2019-2020)

## Uniformes actuales
- Uniforme local: Camiseta azul marino con vivos y mangas blancas, pantalón azul marino con detalles blancos y medias azul marino.
- Uniforme visitante: Camiseta blanca con vivos y mangas azul marino, pantalón blanco con detalles en azul marino y medias blancas.

## Temporadas
Franquicia Reynosa F.C.
| Apertura 2017 | 3.Segunda Serie A | 13o. Grupo I              |
| Clausura 2018 | 3.Segunda Serie A | 6o. Grupo I (Semifinales) |
| 2018/2019     | 3.Segunda Serie A | 4°. Grupo I (Semifinales) |
| 2019/2020     | 3.Segunda Serie A | 3°. Grupo I               |